# Othippia
Othippia är ett släkte av skalbaggar. Othippia ingår i familjen vivlar.

## Dottertaxa tillOthippia, i alfabetisk ordning[1]
- Othippia affinis
- Othippia albilateralis
- Othippia albilateris
- Othippia arcufer
- Othippia continentalis
- Othippia distigma
- Othippia funebris
- Othippia gibbicollis
- Othippia guttula
- Othippia impesca
- Othippia impexa
- Othippia jubata
- Othippia luteipes
- Othippia micros
- Othippia minuscula
- Othippia minuta
- Othippia murina
- Othippia picticollis
- Othippia podagrica
- Othippia proletaria
- Othippia pygmaea
- Othippia revocata
- Othippia semisuturalis
- Othippia serratula
- Othippia unicolor
- Othippia urbana